# Phytobia macalpinei
Phytobia macalpinei är en tvåvingeart som beskrevs av Spencer 1977. Phytobia macalpinei ingår i släktet Phytobia och familjen minerarflugor. Inga underarter finns listade i Catalogue of Life.